# The Noose (série de televisão)
The Noose é uma série de televisão singapurense produzida pela MediaCorp Channel 5 e exibida desde 7 de novembro de 2007, totalizando sete temporadas.